# Leakey (Texas)
Leakey is een plaats (city) in de Amerikaanse staat Texas, en valt bestuurlijk gezien onder Real County.

## Demografie
Bij de volkstelling in 2000 werd het aantal inwoners vastgesteld op 387.
In 2006 is het aantal inwoners door het United States Census Bureau geschat op 374, een daling van 13 (-3,4%). In 2020 kwam de telling uit op 315, een verdere daling.

## Geografie
Volgens het United States Census Bureau beslaat de plaats een oppervlakte van
1,4 km², geheel bestaande uit land. Leakey ligt op ongeveer 489 m boven zeeniveau.

## Plaatsen in de nabije omgeving
De onderstaande figuur toont nabijgelegen plaatsen in een straal van 56 km rond Leakey.